# Dansez cu tine
Dansez cu tine (titlul original: în germană Ich tanze mit dir in den Himmel hinein, în Austria: Hannerl) este un film muzical austriac, realizat în 1952 de regizorul Ernst Marischka, protagoniști fiind actorii Johanna Matz, Adrian Hoven, Paul Hörbiger și Richard Romanowsky.

## Rezumat
Johanna, numită „Hannerl”, își dorește foarte mult să meargă la teatru pentru a face carieră ca dansatoare. Tatăl ei, directorul muzeului, profesorul Eberhard Möller, nu consideră că acest țel în viață este deosebit de potrivit pentru fiica sa și prin urmare, este strict împotrivă. Ani de zile, foarte tânăra Hannerl a luat în secret lecții de dans și a primit sprijin doar de la mama ei, Elfie. Când crede că este timpul să cucerească scena, Hannerl mai trebuie să depășească cel mai dificil obstacol: trebuie să convingă un regizor de teatru de abilitățile ei. Acest lucru însă este mai ușor de spus decât de făcut, deoarece există sute de fete ca ea care își doresc exact același lucru. Așa că Hannerl Möller recurge la o simulare: ajunge la regizorul de teatru Hermann Gerstinger și pretinde că este fiica lui, despre care el nu știa nimic.
Deoarece Gerstinger nu poate exclude complet un pas greșit la Carnavalul de la Köln acum două decenii, bătrânul crede inițial afirmația lui Hannerl. El distribuie tânărul talent în noua sa revistă, care inițial nu i se potrivește deloc tânărului și sârguinciosului regizor Peter Bergmeister. Dar în curând Hannerl poate demonstra tuturor din ce este făcută și astfel câștigă recunoașterea și respectul lui Peter și al colegilor săi. Dar în curând minciuna sfruntată a lui Hannerl amenință să fie descoperită. Când contractul este pe cale să fie încheiat, dulcica își recunoaște mica ei fraudă și fuge bezmetică. Peter, care și-a dat seama de mult că s-a îndrăgostit de Hannerl, o aduce înapoi și amândoi au un frumos succes cu premiera revistei. Acum și tatăl lui Hannerl este convins că alegerea ei în carieră a fost corectă.

## Distribuție
- Johanna Matz – Hannerl Möller
- Adrian Hoven – Hannes Bergmeister
- Paul Hörbiger – directorul de teatru, Hermann Gerstinger
- Richard Romanowsky – directorul muzeului, prof. Eberhard Möller, tatăl lui Hannerl
- Adrienne Gessner – Elfie Möller, mama lui Hannerl
- Loni Heuser – dna. Gerstinger
- Kurt Heintel –	Harry Gerstinger
- Eva Kerbler – Steffi Drexler, dansatoare
- Fritz Imhoff – Dr. Waldemar Fink, psihiatru
- Rudolf Platte – Schmidtmeier
- Robert Rober – Konrad Schmöhle, dansator
- Elisabeth Stiepl – sora Emma
- Franz Böheim – director de scenă la teatru
- Karl Fochler – designer de costume
- Walter Varndal – Fritz, asistentul designerului

și Karl Schwetter, Elisabeth Epp, Trude Fukar, Dolores Hubert, Else Rambausek